# سيندي ميرلو
سيندي ميرلو هي لاعبة الاسكواش سويسرية، ولدت في 13 مارس 1998 في فالد في سويسرا.

## وصلات خارجية
- سيندي ميرلو على موقع الاتحاد الدولي لمحترفي الاسكواش (مؤرشف) (الإنجليزية)
- سيندي ميرلو على موقع SquashInfo.com (الإنجليزية)